# Rodzaje pracy (maszyny elektryczne wirujące)
Rodzaje pracy wirujących maszyn elektrycznych – podział trybów pracy maszyn elektrycznych wirujących opracowany przez Międzynarodową Komisję Elektrotechniczną.
Praca ciągła (S1)
Podczas pracy ciągłej obciążenie maszyny jest stałe i nie zmienia się przynajmniej do ustabilizowania się temperatury urządzenia. Czas pracy maszyny jest wielokrotnie większy od cieplnej stałej czasowej urządzenia. Przy obciążeniu znamionowym najwyższa temperatura podczas pracy ciągłej powinna być niższa od dopuszczalnej temperatury dla danej klasy izolacji. Urządzenie oznaczone symbolem S1 to zazwyczaj silniki do napędu urządzeń, które charakteryzują się długotrwałym okresem obciążenia.
Praca dorywcza (S2)
Praca, której obciążenie maszyny jest stałe i trwa przez pewien czas. Czas pracy dorywczej maszyny jest jednak krótszy od czasu, w którym osiąga ona stały przyrost temperatury. Po niej następuje postój, który trwa tak długo aż różnica temperatur maszyny i otoczenia (czynnika chłodzącego) nie jest większa niż 2 °C. Symbolem pracy dorywczej jest oznaczenie S2 z podaniem czasu pracy np. 10, 30, 60, 90 minut. Silniki do pracy dorywczej stosuje się przy napędach uruchamianych sporadycznie na określony czas. Przekroczenie czasu pracy maszyny, podanej przy symbolu S2, może spowodować uszkodzenie izolacji.
Praca przerywana (S3)
Praca przerywana jest pracą okresową, w której okres obejmuje czas pracy przy stałym obciążeniu maszyny oraz postoju (przerwy w pracy) aż do osiągnięcia stanu równowagi cieplnej (ostygnięcia maszyny). Przy podawaniu parametrów technicznych maszyny na tabliczce znamionowej umiejscowiony jest symbol S3 i względny czas pracy np. S3 25%. Znormalizowane względne czasy pracy wynoszą: 10%, 25%, 40%, 60%. W przypadku braku ustaleń, czas trwania jednego okresu pracy przerywanej wynosi 10 min. Silniki przeznaczone do pracy przerywanej stosuje się głównie w napędzie urządzeń dźwignicowych.
Praca przerywana z dużą liczbą łączeń i rozruchów (S4)
Jest to praca okresowa, w którym to okresie występuje: rozruch, praca przy stałym obciążeniu, hamowanie mechaniczne i postój aż do osiągnięcia przez maszynkę równowagi cieplnej. Zatrzymanie silnika elektrycznego uzyskuje się przez wybieg lub hamowanie mechaniczne.
W parametrach technicznych maszyny przeznaczonej do tego typu pracy oprócz symbolu S4, podaje się też względny czas pracy, liczbę cykli owczej i współczynnika bezwładności FJ. Znormalizowane wartości cykli łączeniowych na godzinę wynoszą: 30, 60, 120, 180, 240. Wartość znormalizowana współczynnika bezwładności FJ to: 1,2; 1,6; 2,0; 2,5; 4,0.
Praca przerywana z dużą liczbą łączeń i hamowaniem elektrycznym (S5)
Ten typ pracy maszyny należy do pracy okresowej, w której każdy okres pracy obejmuje: czas rozruchu, pracy przy stałym obciążeniu, hamowania elektrycznego i postoju. Czas pracy i postoju musi być tak długi aż maszyna osiągnie stan równowagi cieplnej. Zatrzymanie silnika sposobem elektrycznym, podobne jak przy rozruchu, generuje ciepło, które wpływa na nagrzewanie się maszyny. W parametrach maszyny, oprócz symbolu S5, podaje się względny czas pracy, liczbę okresów na godzinę i współczynnik bezwładności FJ. Przykładowe parametry maszyny do pracy przerywanej z dużą liczbą łączeń i hamowaniem elektrycznym można zapisać: S5 25% 180c/h FJ 2.
Praca przerywana z przerwami jałowymi (S6)
Praca przerywana z przerwami jałowymi należy do prac okresowych i oznacza jest symbolem S6. Każdy okres składa się z czasu pracy przy stałym obciążeniu i czasu pracy przy biegu jałowym. Czas pracy maszyny trwa przynajmniej do momentu osiągnięcia stanu równowagi cieplnej. Podając parametry maszyny uwzględnia się jej względy czas obciążenia np. S6 25%.
Praca okresowa bez postoju z hamowaniem elektrycznym (S7)
Praca okresowa bez postoju z równoczesnymi zmianami obciążenia i prędkości (S8)
Praca okresowa długotrwała z równoczesnymi zmianami obciążenia i prędkości; rodzaj pracy S8.
Praca z nieokresowymi zmianami obciążenia i prędkości (S9)
Inaczej: rodzaj pracy S9.